# Sandra Sollberger-Muff

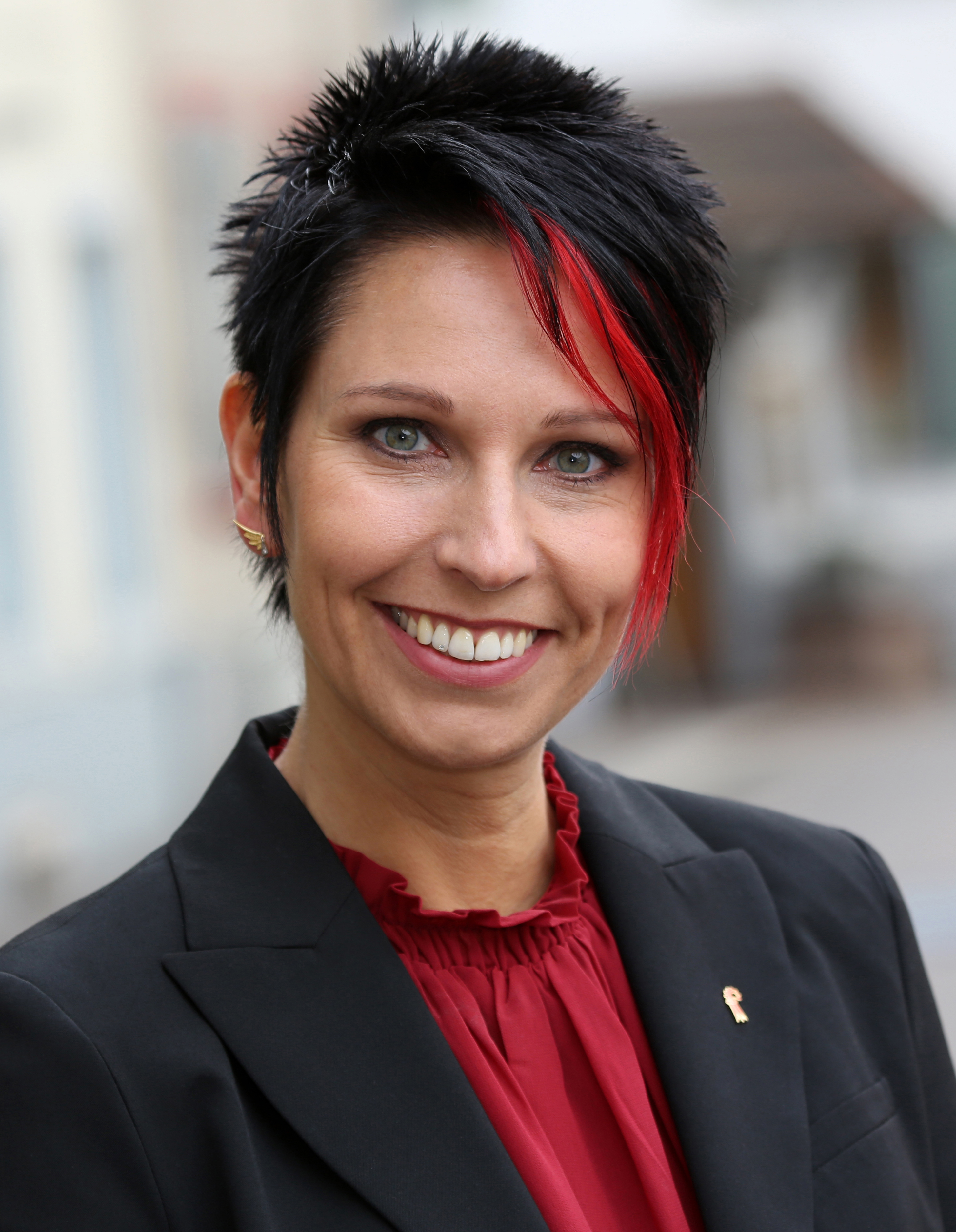
Sandra Sollberger-Muff, 2015

Sandra Sollberger-Muff (* 27. Oktober 1973 in Zofingen; heimatberechtigt in Bubendorf und Rothenburg) ist eine Schweizer Politikerin (SVP).

## Leben
Sollberger-Muff wuchs in Reiden und Zofingen auf und besuchte dort die Primarschule und die Sekundarschule. In Oftringen absolvierte sie eine Malerlehre und schloss 1992 mit Auszeichnung ab. 1996 beendete sie die Meisterschule in Olten, Kanton Solothurn und schloss die Prüfung zur Malermeisterin mit Erfolg ab. Ab 1997 war sie für administrative Angelegenheiten in der Sollberger Maler AG zuständig. Im Jahre 2002 wurde sie Mitglied in der Geschäftsleitung und ab 2008 amtet sie zugleich noch als Verwaltungsratsmitglied. Weiter leitete sie lange Zeit Kurse in der Grundausbildung und war als Prüfungsexpertin an den Fachprüfungen für Maler im Einsatz.
Seit 2014 ist sie Verwaltungsrätin bei der Autobus AG in Liestal und seit 2024 bei der Bergbahnen Sörenberg AG.
Seit 2008 gehört sie dem Lions-Club Wildenstein an. In den Jahren 2014/2015 stand sie dem Club als Präsidentin vor.
Sandra Sollberger-Muff ist verheiratet und hat zwei Kinder.

## Politische Karriere
Sollberger-Muff war von 2008 bis Ende Juni 2016 Gemeinderätin in Bubendorf BL.
Seit 2009 ist sie in der Parteileitung der SVP Baselland.
Vom 1. Juli 2011 bis 6. November 2015 war sie Landrätin des Kantons Basel-Landschaft und Mitglied der Bau- und Planungskommission.
2015 wurde Sandra Sollberger in den Nationalrat gewählt. Als Nationalrätin politisiert sie für die SVP Baselland in Bern.
Als Nationalrätin ist sie Mitglied in der Finanzkommission, sowie in der Legislaturplanungskommission LPK.
Seit Sommer 2019 ist sie in der Kommission für Verkehr und Fernmeldewesen (KVF).
Im März 2018 wurde Sollberger ins höchste Führungsgremium der SVP Schweiz gewählt, in den Parteileitungsausschuss.
Im Juni 2018 wurde sie an der 110. Jahresdelegiertenversammlung des Schweizerischen Maler- und Gipserunternehmer-Verbandes SMGV als erste Frau in der Geschichte des Verbands in den Zentralvorstand gewählt.